# Dirk Lerche

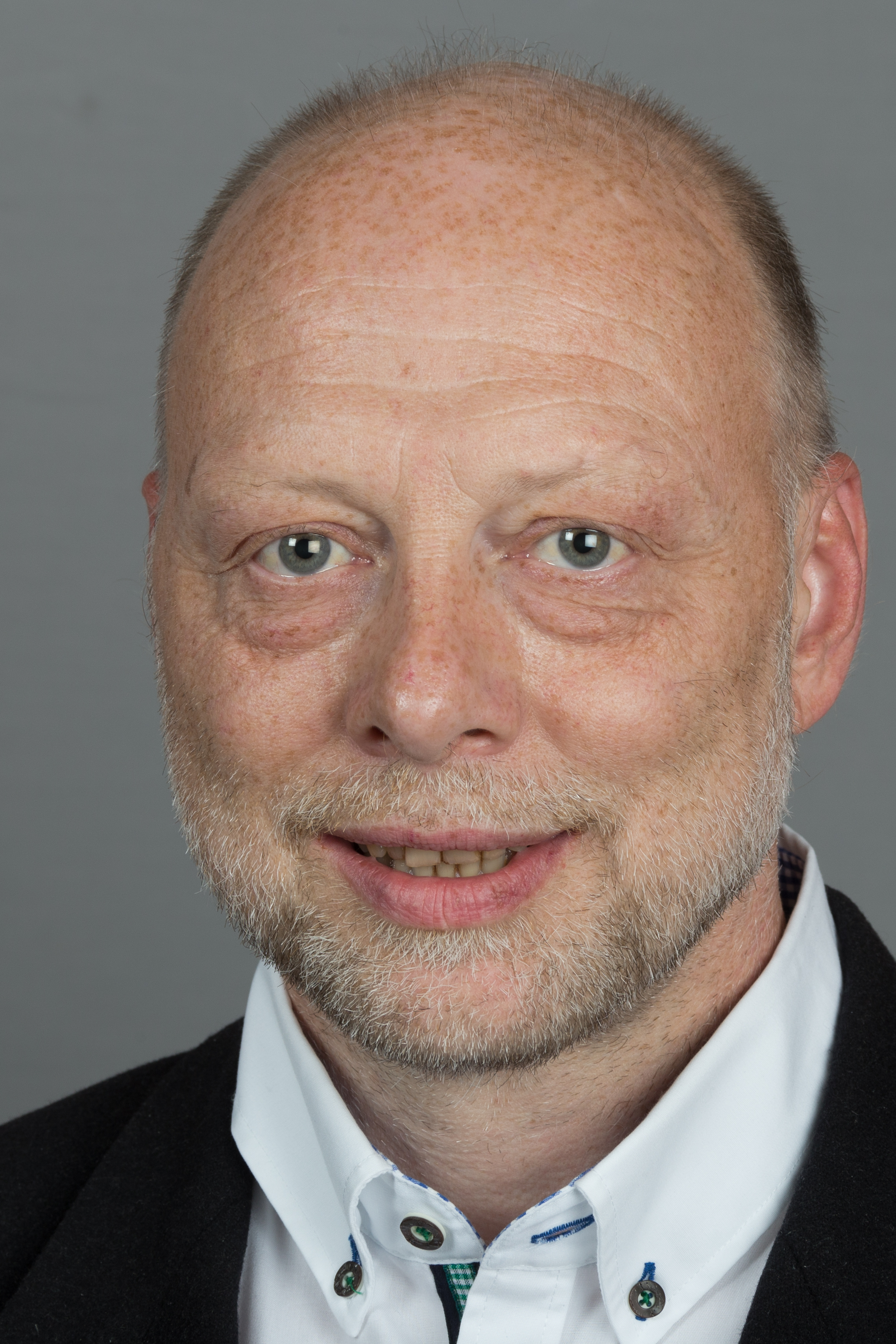
Dirk Lerche, 2017

Dirk Lerche (* 28. Dezember 1964 in Schwerin) ist ein deutscher Politiker (AfD). Seit 2016 gehört er als Abgeordneter dem Landtag Mecklenburg-Vorpommern an.

## Leben
Dirk Lerche hat im Jahr 1981 die 10. Klasse mit Sprachabitur an der Maxim-Gorki-Schule Schwerin abgeschlossen. Im Jahr 1983 schloss er seine Ausbildung als Elektrofacharbeiter ab, wobei er sich 1988 zum Elektroniker weiterqualifizierte. Von 1983 bis 1984 war Lerche als Elektrofacharbeiter im VEB Starkstromanlagenbau Rostock tätig, anschließend von 1984 bis 1988 im VEB Plastmaschinenwerk Schwerin. Danach arbeitete er bis 1990 als Elektroniker im selben Betrieb. Zwischen 1990 und 1994 war Lerche als Kundendienstprogrammierer bei der Gosewehr Maschinenbau GmbH beschäftigt. Seit 1994 ist er im Bereich EDV selbstständig und Inhaber eines IT-Systemhauses. Zudem ist er Aufsichtsratsmitglied der SIS – Schweriner IT- und Servicegesellschaft mbH. Er wohnt in Schwerin und ist geschieden.
Laut NDR ist Dirk Lerche nach Nowosibirsk in Russland ausgewandert, weil er sich dort besser entfalten könne.

## Politik
Laut Die Zeit verehrt Lerche Kaiser Wilhelm I. Er zähle zu den Erstunterzeichnern der Erfurter Resolution der völkisch-nationalistischen Gruppierung Der Flügel in der AfD. Lerche bezeichne sich selbst als „national geprägten Ostdeutschen“. Zur Wendezeit sei er im Neuen Forum aktiv gewesen und habe die Vereinigung verlassen, als sie mit Bündnis 90/Die Grünen fusionierte.
Seit 2016 gehört Lerche dem siebten Landtag von Mecklenburg-Vorpommern an. Er wurde über die Landesliste der AfD in den Landtag gewählt. Lerche trat außerdem als Direktkandidat im Wahlkreis Landtagswahlkreis Schwerin I an und erreichte dort 14 Prozent der Stimmen.
Lerche ist Mitglied des Kuratoriums der Landeszentrale für politische Bildung.
Bei der Landtagswahl in Mecklenburg-Vorpommern 2021 trat er im Landtagswahlkreis Vorpommern-Rügen III - Stralsund I als Direktkandidat der AfD an und belegte mit 22,3 Prozent der Erststimmen den zweiten Platz. Dirk Lerche ist im Zusammenhang mit seiner Auswanderung nach Russland aus der AfD ausgetreten (siehe oben unter "Leben").